# جان بابتيست لوتز
جان بابتيست لوتز (بالفرنسية: Jean Baptiste Lutz)‏ هو كاياكير فرنسي، ولد في 12 يناير 1988 في بيزنسون في فرنسا.